# Veronika (film)
Veronika je český film režiséra Otakara Vávry z roku 1985, natočený podle stejnojmenné novely Miloše Václava Kratochvíla.

## Obsazení
| Taťjana Medvecká        | Veronika Pavlitová      |
| Jana Hlaváčová          | Božena Němcová          |
| Radovan Lukavský        | Josef Němec             |
| Martin Růžek            | Paümann                 |
| Drahoslava Landsmannová | Paümannová              |
| František Němec         | Dr. Lambl               |
| Růžena Merunková        | Lamblova sestra         |
| Jiří Adamíra            | páter Štulc             |
| Viktor Preiss           | Josef Václav Frič       |
| Oldřich Vízner          | Václav Čeněk Bendl      |
| Jiří Bartoška           | Hanuš Jurenka           |
| Alena Procházková       | služka Marie            |
| Jan Přeučil             | komisař                 |
| Jaroslav Radimecký      | Jan Evangelista Purkyně |
| Dana Morávková          | Dora Němcová            |
| Jiří Strach             | Jaroslav Němec          |
| Eliška Sirová           | Kateřina                |
| J. Bufka                | Robert                  |
| Vladimír Salač          | policejní písař         |
| Ludmila Roubíková       | domovnice               |

## Tvůrci
- Námět: Miloš Václav Kratochvíl novela Veronika
- Režie: Otakar Vávra
- Scénář: Miloš Václav Kratochvíl, Otakar Vávra
- Hudba: Otmar Mácha
- Kamera: Jiří Macák
- II. kamera: Jan Hanzal
- Kostýmy: Jan Kropáček
- Zvuk: Adolf Böhm
- Střih: Miroslav Hájek
- Dramaturgie: Vladimír Bor